# Fuscoporia contigua
Fuscoporia contigua es una especie de hongo de la familia Hymenochaetaceae.

## Descripción
Basidioma anual o bienal, de 100–500 × 50–100 × 10–16 mm, noduloso a ondulado cuando crece en sustratos oblicuos, corchoso. Margen de 3 mm de ancho, estéril, de marrón a ferruginoso, finamente flocoso a tomentoso. Himenóforo poroide, de marrón-amarillento, a marrón oscuro; poros angulares a irregulares, de 2–3 por mm; tubos de hasta 10 mm de longitud, concoloros con el himenóforo. Sistema hifal dimítico, con hifas generativas con septo simple, hialinas, con paredes delgadas, simples a ramificadas, de 2–3.5 μm de diámetro. Setas hifales de 60–120 × 5–12 μm, de color marrón rojizo oscuro, con paredes engrosadas (hasta 1.5 μm), predominantes en el margen del basidioma, escasas en la trama himenoforal y el contexto. Setas himeniales abundantes, de 40–60 × 6–10 μm, de color marrón rojizo a marrón oscuro, subuladas, con paredes gruesas. Basidios de 10–14 × 5–7 μm, clavados, hialinos, tetraspóricos, con esterigmas de 1.6–4 μm de largo. Basidiosporas de 5–7 × 3–3.5 μm, oblongas a subcilíndricas, hialinas, inamiloides, lisas, con paredes delgadas.

## Distribución
Esta especie está ampliamente distribuida en todas las regiones tropicales. En México se localiza en los estados de Campeche, Nuevo León, Quintana Roo, San Luis Potosí, Sonora, Tamaulipas y Veracruz.

## Hábitat
Crece sobre madera muerta de angiospermas en bosques tropicales caducifolios y encinares tropicales, en bosques mesófilos de montaña y bosques de pino-encino (Pinus y Quercus) y encinos.

## Estado de conservación
Se conoce muy poco de la biología y hábitos de los hongos, por eso la mayoría de ellos no se han evaluado para conocer su estatus de riesgo (Norma Oficial Mexicana 059).